# Furfolket
Furfolket (fur: fòòrà,arabisk: فور ) er et folkeslag bosat i det vestlige Sudan. I 1983 blev det anslået at omkring 0,5 millioner mennesker tilhørte furfolket  som primært bor i Darfurregionen. De tilhører sub-sahara befolkningsgruppen og lever traditionelt som fastboende agerbrugere, den primære afgrøde er hirse. Deres sprog sprog tilhører den nilo-saharariske sprog sproggruppe og langt størstedelen af dem er muslimer. Furfolket overtog denne religion, da deres land blev erobret af Kanemriget i middelalderen. Nogle er sidenhen begyndt at bruge arabisk som deres primære sprog. Samfundet i landområderne er traditionalistisk, og på lokalt plan er landsbyens ældste den øverste myndighed.
Den traditionale kerneområde for furfolket er den bjergrige region omkring Jebel Sî, Jebel Marra, Wadi Salih og Zaligi; i dag lever de fleste af dem dog i lavlandet sydvest for dette område. En lille gruppe af furfolket lever på den anden side af grænsen i nabolandet Tchad.
Furfolket etablerede det nu forsvundne sultanat Darfur, som i flere århundreder kontrollerede Darfurregionen, og folkegruppen er stadig områdets største og mest dominerende etniske gruppe. Navnet Darfur stammer fra denne periode og betyder Furfolkets hjem.
Furfolkets livsform har ofte ledt til konflikter med det nomadiske baggarafolk, der lever som kvæghyrder i det samme område. Specielt i Jebel Marrabjergene i det centrale Darfur har spørgsmålet om rettigheder til vand og græsningsarealer medført spændinger. De har ulmet i mange år, men i de seneste år er de kulmineret i åbne voldshandlinger, og i 2003 blev furfolket udsat for en humanitær katastrofe som følge af Darfur-konflikten. Abdulwahid Mohammed Nour som er fur grundlagde SLM/A, som bekæmper Sudans centralregering og janjaweedmilitsen. Som følge af denne konflikt lever mange furer i flygtningelejre i Tchad.